# Linia kolejowa nr 351
Linia kolejowa nr 351 Poznań Główny – Szczecin Główny – magistralna linia kolejowa w północno-zachodniej Polsce, będąca fragmentem międzynarodowej magistrali E 59 ciągnącą się ze Skandynawii na południe Europy. Jest podstawową linią łączącą stolicę województwa zachodniopomorskiego z większością kraju. Położona jest w granicach trzech województw – wielkopolskiego, lubuskiego i zachodniopomorskiego – oraz na obszarze PKP PLK Zakładów Linii Kolejowych w Poznaniu, Zielonej Górze i Szczecinie.

## Przebieg
Linia rozpoczyna bieg w centrum Poznania na węzłowej stacji Poznań Główny, skąd można dojechać m.in. do Wrocławia, Warszawy i Katowic. Następnie wychodzi ze śródmieścia ciasnym łukiem o kącie 90 stopni, a w Kiekrzu linia łączy się z towarową obwodnicą Poznania. W Krzyżu bezkolizyjnie przecina dawną linię Berlin – Królewiec, będącą jednocześnie punktem przesiadkowym w stronę Gorzowa Wielkopolskiego i Piły. W Stargardzie spotyka się z linią z Trójmiasta. Ostatni, 23-kilometrowy fragment trasy przebiega przez teren Szczecina – w większości przez Prawobrzeże, Międzyodrze oraz Pomorzany – i kończy się na powstałym w 1843 roku oraz położonym nad rzeką Odrą na osiedlu Nowe Miasto dworcu Szczecin Główny.
Linia przebiega przez trzy duże puszcze. Są to Puszcza Notecka pomiędzy Wronkami a Drawskim Młynem, Puszcza Drawska pomiędzy Drawinami a Mierzęcinem Strzeleckim oraz Puszcza Goleniowska pomiędzy Miedwieckiem a Szczecinem Zdunowem. Magistrala przecina też rzeki Wartę, Noteć, Drawę, Regalicę i Odrę Zachodnią.

## Historia

### Do 1945 roku
W maju 1846 Berlin-Stettiner Eisenbahn-Gesellschaft (BSE), czyli Towarzystwo Kolei Żelaznej Berlińsko-Szczecińskiej, oddało do użytku odcinek ze Szczecina do Stargardu, który był przedłużeniem otwartej 3 lata wcześniej linii z Berlina do Szczecina. Odcinek ze Szczecina Gł. do Dąbia prowadził wówczas przez stację Finkenwalde.
4 marca 1846, po akceptacji projektu przez króla Friedricha Wilhelma IV Hohenzollerna, koncesję na budowę linii w kierunku Poznania otrzymała spółka akcyjna Stargard-Posener Eisenbahn-Gesellschaft (SPE), czyli Towarzystwo Kolei Żelaznej Stargardzko-Poznańskiej. Budowę rozpoczęto 20 marca 1846 od strony Stargardu.

Mapa linii kolejowej Szczecin – Poznań, 1847

W ciągu 12 miesięcy powstały kolejne odcinki linii SPE:
- w sierpniu 1847 ze Stargardu do Dobiegniewa,
- w czerwcu 1848 z Dobiegniewa do Krzyża,
- w lipcu 1848 z Krzyża do Wronek i Szamotuł,
- w sierpniu 1848 z Krzyża do Poznania Woli i Poznania Jeżyc.

Pierwszy pociąg wjechał do Poznania 10 sierpnia 1848.
W 1856 oddano do użytku ostatni fragment, z Jeżyc do Poznania Gł., który połączył się z nowo wybudowaną linią Kolei Górnośląskiej z Wrocławia (linia Wrocław – Leszno – Poznań). W międzyczasie, w 1851 w Krzyżu powstał węzeł kolejowy z późniejszą linią z Berlina do Królewca (czyli tzw. Ostbahn). Linia ze Stargardu/Szczecina była pierwszą, która dotarła do Poznania.
W 1869 przekształcono dworzec Szczecin Gł. z czołowego w przelotowy, zmieniając przebieg torów w kierunku Dąbia, a dawne torowisko rozebrano. 10 lat później wybudowano odcinek między Poznaniem Wolą a dworcem głównym przez nową stację Jeżyce (obecnie podg „Poznań POD”) i, podobnie jak w Szczecinie, nieużywane już tory rozebrano.
W 1912 roku zmieniono przebieg linii na szlaku Drawiny – Krzyż, budując wiadukt nad linią kolejową nr 203 będącą fragmentem Ostbahnu. Stary przebieg linii został przekształcony w ulicę Długą w Krzyżu.
W 1918 (lub 1919) południowy fragment linii znalazł się w granicach nowo powstałego państwa – II Rzeczypospolitej. Stacjami granicznymi stały się Kreuz (Krzyż) po stronie niemieckiej i Drawski Młyn po stronie polskiej. W 1936 otwarto obwodową linię towarową (Güterumgehungsbahn) pomiędzy stacjami Szczecin Dąbie i Szczecin Główny przez Dziewoklicz, ostatni odcinek dzisiejszej linii 351.
W 1936 według polskiego Urzędowego Rozkładu Jazdy Pociągów (tab. 222) na trasie kursowało 7 par pociągów, w tym 2 pary do Szczecina. Po 1 parze kończyło bieg w Drawskim Młynie, Wronkach, 2 pary w Szamotułach, a 1 para kursowała tylko do Rokietnicy. W 1939, po wybuchu II wojny światowej, cała linia znalazła się w granicach ziemi wcielonych do III Rzeszy. W 1944 według rozkładu jazdy Deutsches Kursbuch (tab. 129a) między Poznaniem a Stargardem kursowało 5 par pociągów (w tym 2 pospieszne – z/do Poznania do/z Hamburga i z/do Wrocławia do/ze Szczecina) oraz kilka osobowych między różnymi odcinkami linii. Podobnie jak obecnie, najwięcej pociągów kursowało na odcinku Stargard – Szczecin (tab. 124a) – 8 par pociągów pospiesznych oraz 14 par osobowych.
1. ↑  Od 1945 stacja kolejowa przemianowana na Szczecin Lotnisko; Finkenwalde, to współczesne Zdroje.

### Po 1945 roku
Po wytyczeniu nowych granic zgodnie z ustaleniami konferencji poczdamskiej, Kolej Stargardzko-Poznańska przypadła w całości Polsce i stała się główną linią wyjazdową ze Szczecina. Tą trasą do dziś kursuje większość pociągów łączących miasto z centrum (Poznań, Warszawa, Łódź) i z południem Polski (Wrocław, Katowice, Kraków, Przemyśl).
W latach 70. przeprowadzono elektryfikację linii, która odbywała się w czterech etapach. Poszczególne etapy elektryfikacji ukończono:
- 27 maja 1975 roku na odcinku Poznań Główny – Rokietnica,
- 10 września 1977 roku na odcinku Rokietnica – Krzyż,
- 21 czerwca 1978 roku na odcinku Krzyż – Choszczno,
- 15 grudnia 1978 roku na odcinku Choszczno – Szczecin Główny.

Linia z Poznania była pierwszą w szczecińskim węźle kolejowym oraz obecnym województwie zachodniopomorskim, nad którą zawisła sieć trakcyjna.
W 1980/81 r. między Poznaniem Gł. a Szczecinem Gł. kursowało 11 par pociągów pospiesznych (plus 3 w kierunku Świnoujścia z pominięciem Szczecina Dąbia) oraz 6 par osobowych. Dodatkowo między Poznaniem Gł. a Krzyżem kursowało 6 par, a z Krzyża do Stargardu 3 pary. Najwięcej pociągów kursowało między Stargardem a Szczecinem Gł. – w sumie 15 par pociągów pospiesznych i 22 pary osobowych.
W 1985 linię Poznań – Szczecin (E-59) wpisano do umowy europejskiej AGC jako ważną dla transportu międzynarodowego.

### Modernizacja do 160 km/h
Od 2018 roku linia kolejowa nr 351, jest poddawana gruntownej modernizacji. Prace obejęły przebudowę ponad 190 km trasy od stacji Poznań Główny do stacji Szczecin Dąbie. 25 kwietnia 2017 podpisano umowę na wykonanie wyprzedzających robót remontowych torów i sieci trakcyjnej na odcinku Słonice – Szczecin Dąbie, które wykonał Zakład Robót Komunikacyjnych DOM w Poznaniu. Łączna wartość inwestycji wyniosła ponad 69 milionów złotych.
W sierpniu 2018 PKP Polskie Linie Kolejowe podpisały z firmą AŽD Praha umowę na budowę urządzeń sterowania ruchem kolejowym oraz urządzeń kolejowej sieci telekomunikacyjnej między Poznaniem a Wronkami, a w grudniu 2018 dla odcinka Słonice – Szczecin Dąbie.
Modernizacja objęła gruntowną przebudowę torów, sieci trakcyjnej, sterowania ruchem, obiektów inżynierskich czy przejazdów kolejowo-drogowych. W wyniku przeprowadzonych prac czas przejazdu między Poznaniem a Szczecinem skrócił się o około 30 minut.
W marcu 2023 roku PKP Polskie Linie Kolejowy podpisały z firmą COLAS RAIL Polska Sp. z o.o. umowę na zbudowanie przystanku kolejowego Wronki Zamość w sąsiedztwie przejazdu kolejowo-drogowego w ciągu ulicy Nadbrzeżnej we Wronkach. Realizacja prac budowlanych ma być sfinansowana ze środków „Rządowego programu budowy lub modernizacji przystanków kolejowych na lata 2021-2025”. Nowy przystanek oddano do użytku w grudniu 2024 roku.

## Parametry techniczne
| Tor nr 1            | Tor nr 1  | Tor nr 1         |                     | odcinek linii | odcinek linii |           | Tor nr 2         | Tor nr 2 | Tor nr 2 |
| pociągi pasażerskie | szynobusy | pociągi towarowe | pociągi pasażerskie | odcinek linii | odcinek linii | szynobusy | pociągi towarowe |          |          |
| pociągi pasażerskie | szynobusy | pociągi towarowe | pociągi pasażerskie | km pocz.      | km końcowy    | szynobusy | pociągi towarowe |          |          |
| 70                  | 70        | 70               | -0,707              | 1,000         | 70            | 70        | 70               |          |          |
| 80                  | 80        | 80               | 1,000               | 2,100         | 80            | 80        | 80               |          |          |
| 100                 | 100       | 100              | 2,100               | 3,200         | 100           | 100       | 100              |          |          |
| 160                 | 160       | 120              | 3,200               | 11,100        | 160           | 160       | 120              |          |          |
| 140                 | 140       | 120              | 11,100              | 12,700        | 140           | 140       | 120              |          |          |
| 150                 | 150       | 120              | 12,700              | 13,400        | 150           | 150       | 120              |          |          |
| 160                 | 160       | 120              | 13,400              | 15,300        | 160           | 160       | 120              |          |          |
| 150                 | 150       | 120              | 15,300              | 16,200        | 150           | 150       | 120              |          |          |
| 160                 | 160       | 120              | 16,200              | 51,800        | 160           | 160       | 120              |          |          |
| 140                 | 140       | 120              | 51,800              | 52,260        | 140           | 140       | 120              |          |          |
| 160                 | 160       | 80               | 52,260              | 78,770        | 160           | 160       | 80               |          |          |
| 150                 | 150       | 80               | 78,770              | 79,290        | 150           | 150       | 80               |          |          |
| 160                 | 160       | 80               | 79,290              | 81,376        | 160           | 160       | 80               |          |          |
| 120                 | 120       | 80               | 81,376              | 81,800        | 120           | 120       | 80               |          |          |
| 100                 | 100       | 80               | 81,800              | 84,904        | 100           | 100       | 80               |          |          |
| 120                 | 120       | 80               | 84,904              | 87,380        | 120           | 120       | 80               |          |          |
| 100                 | 100       | 100              | 87,380              | 87,795        | 100           | 100       | 100              |          |          |
| 140                 | 140       | 100              | 87,795              | 91,000        | 140           | 140       | 100              |          |          |
| 130                 | 130       | 100              | 91,000              | 121,616       | 130           | 130       | 100              |          |          |
| 140                 | 140       | 100              | 121,616             | 126,965       | 130           | 130       | 100              |          |          |
| 130                 | 130       | 100              | 126,965             | 138,210       | 130           | 130       | 100              |          |          |
| 100                 | 100       | 100              | 138,210             | 139,270       | 100           | 100       | 100              |          |          |
| 120                 | 120       | 100              | 139,270             | 140,250       | 120           | 120       | 100              |          |          |
| 130                 | 130       | 100              | 140,250             | 171,110       | 130           | 130       | 100              |          |          |
| 120                 | 120       | 80               | 171,110             | 176,540       | 120           | 120       | 100              |          |          |
| 130                 | 130       | 80               | 176,540             | 195,420       | 130           | 130       | 100              |          |          |
| 120                 | 120       | 80               | 195,420             | 197,800       | 120           | 120       | 100              |          |          |
| 100                 | 100       | 80               | 197,800             | 204,400       | 100           | 100       | 80               |          |          |
| 100                 | 100       | 80               | 204,400             | 207,600       | 120           | 120       | 80               |          |          |
| 100                 | 100       | 80               | 207,600             | 213,585       | 100           | 100       | 80               |          |          |

## Statystyki i podziały linii
Dla pociągów pasażerskich i szynobusów prędkość maksymalna 160 km/h jest dozwolona od posterunku Poznań POD do stacji Szczecin Dąbie z wyłączeniem stacji Krzyż. Na pozostałych odcinkach prędkość dozwolona wynosi od 70 do 120 km/h.
Hipotetyczny czas przejazdu (nie uwzględniając postojów oraz ograniczeń czasowych) całej linii z maksymalną dozwoloną prędkością wynosi 1:52 h dla toru nieparzystego (pasażerskie i szynobusy – średnio 114,1 km/h) oraz 2:32 h dla towarowych (śr. 84,4 km/h). Na torze parzystym 1:48 h dla pasażerskich i szynobusów (118,5 km/h) oraz 2:24 h dla towarowych (89 km/h).
Porównanie czasu przejazdów dla pociągów osobowych w wybranych latach (wartości uśrednione):
| Rok       | Poznań Gł. – Krzyż (84 km) | Krzyż – Stargard (90 km) | Stargard – Szczecin Gł. (37 km) | W sumie |
| --------- | -------------------------- | ------------------------ | ------------------------------- | ------- |
| 1848      | X                          | X                        | 1:20 h                          | X       |
| 1896      | 1:45 h                     | 1:55 h                   | 1:05 h                          | 4:45 h  |
| 1944/1945 | 2:20 h                     | 2:20 h                   | 0:55 h                          | 5:35 h  |
| 1948      | 2:15 h                     | 2:25 h                   | 1:40 h                          | 6:20 h  |
| 1951/1952 | 2:00 h                     | 2:20 h                   | 1:00 h                          | 5:20 h  |
| 1967/1968 | 1:50 h                     | 1:55 h                   | 0:55 h                          | 4:40 h  |
| 1983/1984 | 1:40 h                     | 1:40 h                   | 0:50 h                          | 4:10 h  |
| 1989/1990 | 1:35 h                     | 1:30 h                   | 0:50 h                          | 3:55 h  |
| 1995/1996 | 1:20 h                     | 1:30 h                   | 0:45 h                          | 3:35 h  |
| 2002      | 1:20 h                     | 1:25 h                   | 0:40 h                          | 3:25 h  |
| 2007      | 1:15 h                     | 1:20 h                   | 0:40 h                          | 3:15 h  |
| 2016      | 1:10 h                     | 1:12 h                   | 0:33 h                          | 2:55 h  |
| 2017      | 1:02 h                     | 1:17 h                   | 0:49 h                          | 3:08 h  |
| 2024      | 1:01 h                     | 1:07 h                   | 0:42 h                          | 2:50 h  |

Najkrótszy czasu przejazdu pociągu na całej trasie w wybranych latach:
| Rok  | Czas przejazdu | Pociąg                                                                                                |
| ---- | -------------- | --- |
| 1991 | 2:45           | - Bem Szczecin – Budapeszt - Szczecin – Burgas                                                        |
| 2002 | 2:19           | - Ex Portowiec Warszawa – Szczecin - Ex Barbakan Kraków – Szczecin - Ex Mewa Warszawa – Szczecin      |
| 2003 | 2:23           | - IC Chrobry Szczecin – Warszawa - Ex Mewa Szczecin – Warszawa - Ex Bolesław Prus Szczecin – Warszawa |
| 2005 | 2:23           | IC Chrobry Szczecin – Warszawa                                                                        |
| 2006 | 2:15           | IC Odra Warszawa – Szczecin                                                                           |

| Rok  | Czas przejazdu | Pociąg |
| ---- | -------------- | --- |
| 2008 | 2:19           | Ex Mewa Warszawa – Szczecin                                                                                |
| 2009 | 2:10           | IC Chrobry Szczecin – Warszawa                                                                             |
| 2010 | 2:11           | EIC Chrobry Szczecin – Warszawa                                                                            |
| 2011 | 2:25           | EIC Chrobry Szczecin – Warszawa                                                                            |
| 2014 | 2:21           | EIC Bolesław Prus Warszawa – Szczecin                                                                      |
| 2016 | 2:17           | IC Sukiennice Kraków – Szczecin                                                                            |
| 2025 | 1:46           | - EIC Bolesław Prus Warszawa – Szczecin - EIC Chrobry Warszawa – Szczecin - EIC Sedina Warszawa – Szczecin |

Podział linii według obszarów działania Zakładów Linii Kolejowych spółki PKP Polskie Linie Kolejowe:
- od początku linii w km 0,0 do km 80,3: Zakład Linii Kolejowych w Poznaniu
- od km 80,3 do km 87,1: Zakład Linii Kolejowych w Zielonej Górze
- od km 87,1 do końca linii w km 213,5: Zakład Linii Kolejowych w Szczecinie

Numery tabel w rozkładzie jazdy:
- Tabela 360
- Tabela 361 – rozkład szczegółowy od Stargardu do Szczecina Gł.

Podział linii według województw:
- od Poznania Gł. do Krzyża – wielkopolskie
- od Drawin do Dobiegniewa – lubuskie
- od Bierzwnika do Szczecina Gł. – zachodniopomorskie

## Ruch pociągów pasażerskich
Dane w tym dziale aktualne zgodnie z rozkładem jazdy 2024

### Połączenia dalekobieżne
Linia 351 to podstawowe połączenie kolejowe Szczecina z większością Polski, dlatego na sporej części linii dominuje ruch dalekobieżny. Całą trasę pokonują 3 pary pociągów kategorii Express InterCity, 8 par pociągów kategorii InterCity  – wszystkie obsługiwane przez spółkę PKP Intercity. Dodatkowo na odcinku Stargard – Szczecin Główny pojawia się 5 par pociągów jadących od strony Gdańska i Piły oraz 3 pary pociągów na odcinku Poznań Główny – Poznań POD jadących w stronę Kołobrzegu. Ze względu na remont linii na odcinku Poznań - Wronki liczba pociągów wszystkich kategorii została ograniczona, a większość pociągów została skierowana na inne linie (np. na Nadodrzankę) lub skrócona. W 2023 roku przywrócono kursowanie większości pociągów na tej linii.

### Połączenia regionalne
Jedynym przewoźnikiem regionalnym na linii 351 jest Polregio, zarówno w aglomeracji poznańskiej, jak i w szczecińskiej. Cała trasa jest pokonywana przez 6 par pociągów regio obsługiwanych jednostkami serii ED78 należącymi do województwa zachodniopomorskiego. Na krótszych odcinkach ofertę uzupełniają połączenia aglomeracyjne. Poza tym z linii 351 na pewnych odcinkach korzystają pociągi regio relacji m.in. Poznań Główny – Kostrzyn, Poznań Główny – Kołobrzeg, Słupsk – Szczecin Główny, Szczecinek – Szczecin Główny czy Piła Główna – Szczecin Główny. Na odcinku podg Regalica – Szczecin Główny większość pociągów regionalnych zjeżdża na równoległy odcinek linii 855 i 273 przez stację Szczecin Port Centralny.
| Odcinek                         | Liczba par |
| ------------------------------- | ---------- |
| Poznań Główny – podg Poznań POD | 29         |
| podg Poznań POD – Krzyż         | 19         |
| Krzyż – Choszczno               | 6          |
| Choszczno – Stargard            | 8          |
| Stargard – Szczecin Dąbie       | 30         |
| Szczecin Dąbie – podg Regalica  | 45         |
| podg Regalica – Szczecin Główny | 12         |

## Wypadki
5 maja 1997 roku na stacji w Reptowie koło Szczecina wydarzyła się jedna z najtragiczniejszych katastrof kolejowych, w której zginęło 12 osób.
Najwięcej wykolejeń na trasie miało miejsce na stacji Miały – tylko od 1989 roku zdarzało się to trzykrotnie. 18 stycznia 1991 roku nastąpiło wykolejenie pociągu pospiesznego z Kielc do Szczecina Niebuszewa, 24 lutego 2001 roku wykoleił się pociąg towarowy jadący ze stacji Poznań Franowo do stacji Szczecin Port Centralny, a 4 stycznia 2004 roku około godziny 1:00 na szlaku przed stacją od strony Wronek doszło do wykolejenia 12 wagonów pociągu towarowego relacji Wrocław Brochów – Świnoujście, czego konsekwencją chwilę później było uderzenia w nie pociągu pospiesznego relacji Szczecin Główny – Terespol. W żadnym z tych trzech zdarzeń nikt nie zginął, ale 22 osoby (w tym 21 w ostatnim) zostały ranne.
W sierpniu 1992 roku iskry z osi pociągu jadącego tą linią spowodowały pożar Puszczy Noteckiej – jednego z największych pożarów lasów w nowożytnej historii Polski.

## Galeria zdjęć

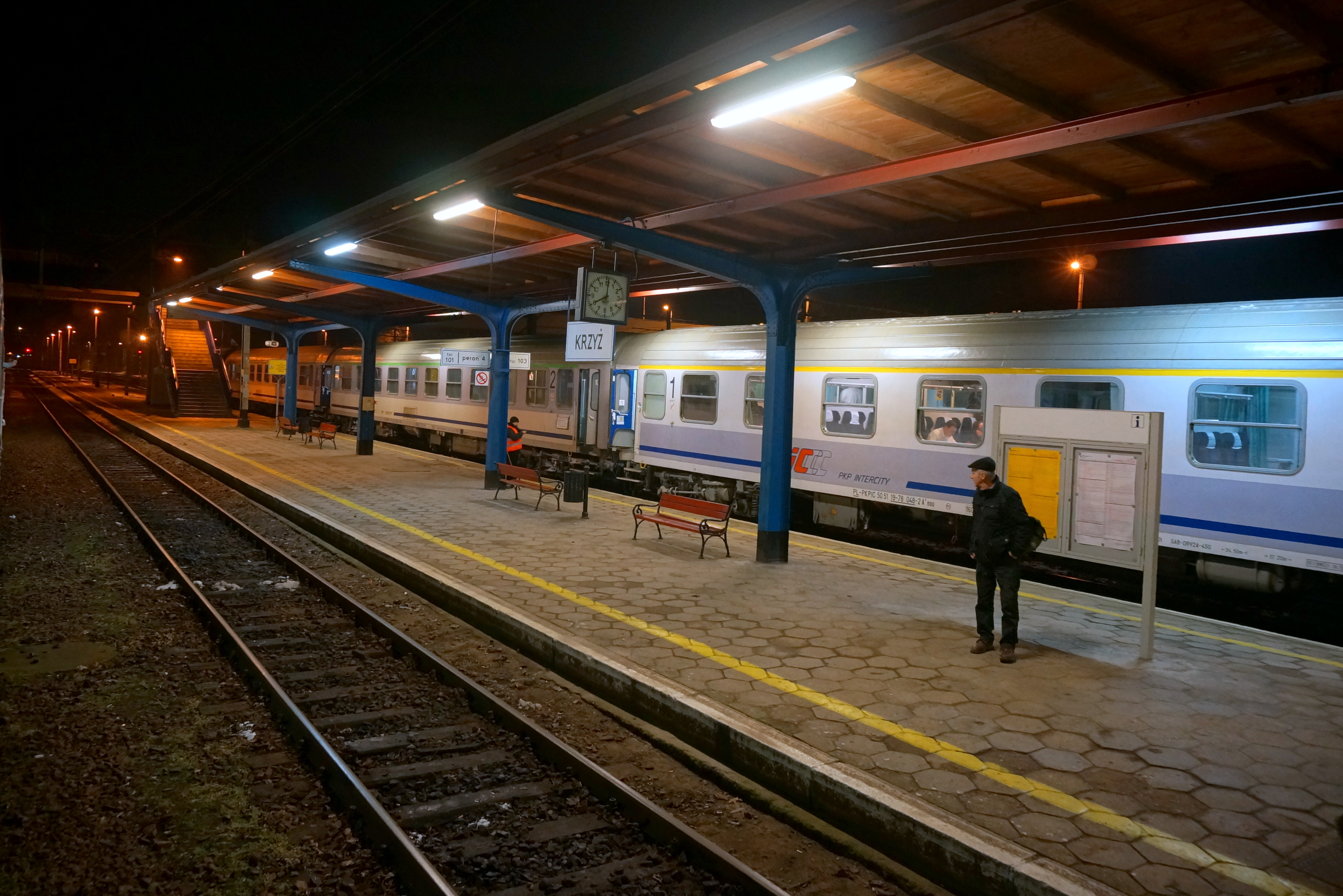
Krzyż, peron 4
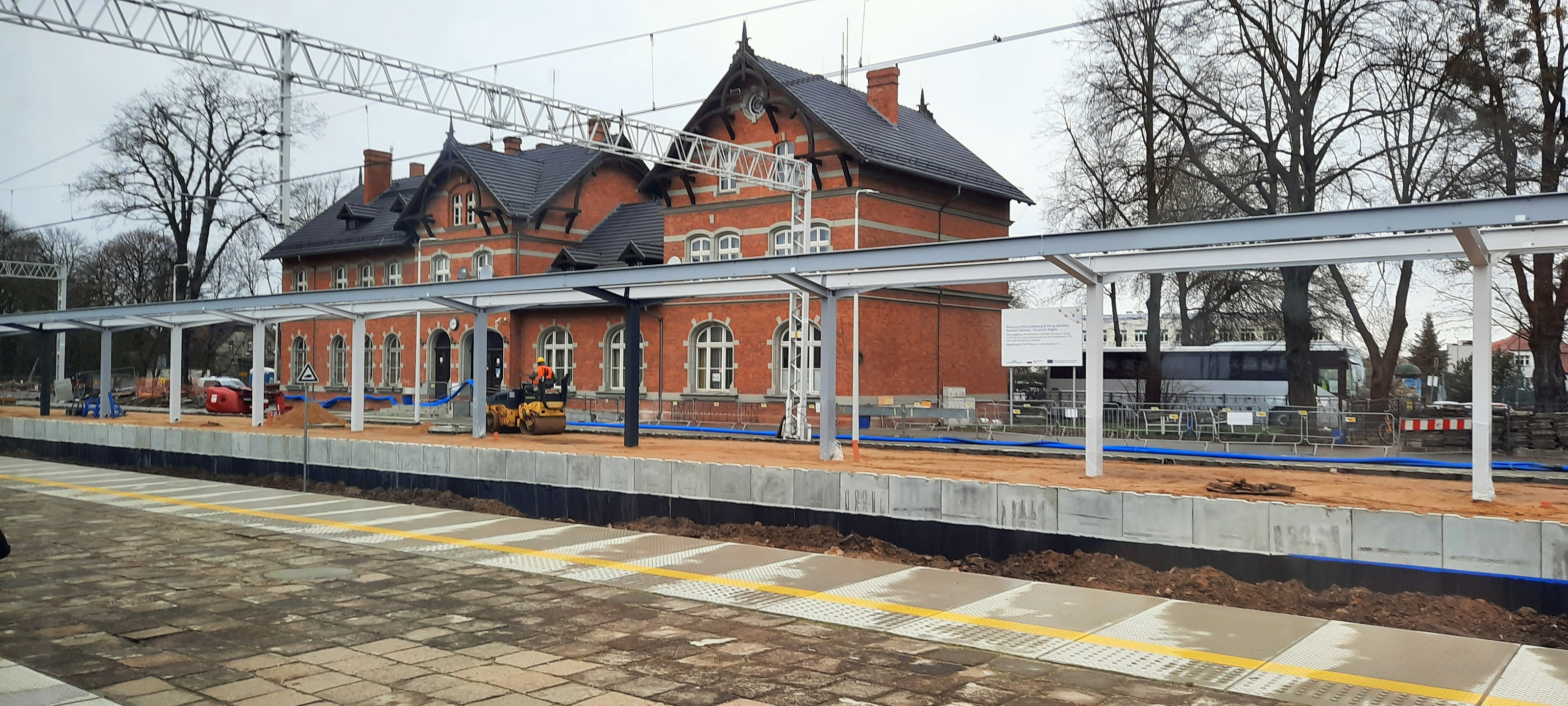
Stacja Wronki w czasie przebudowy linii (2021)
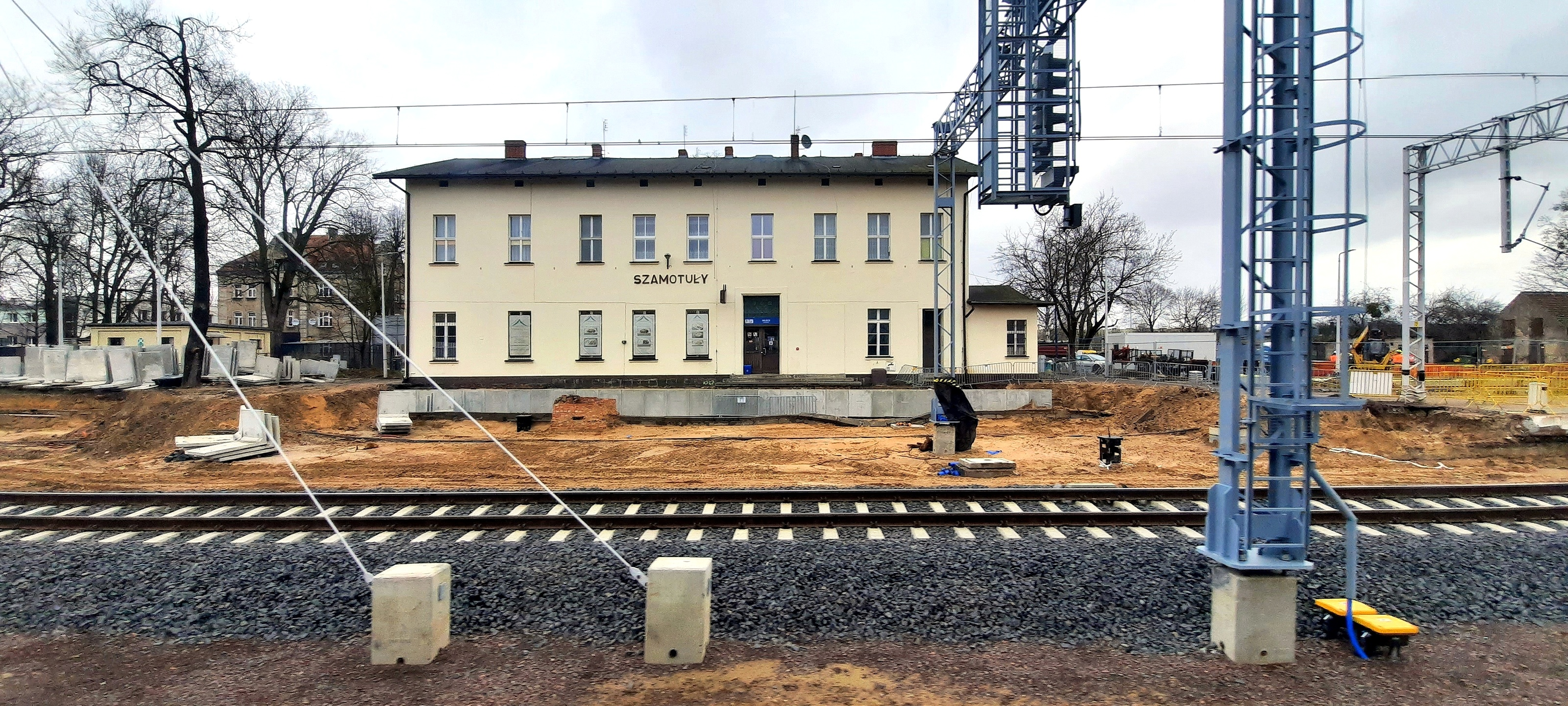
Stacja Szamotuły w czasie przebudowy linii (2021)
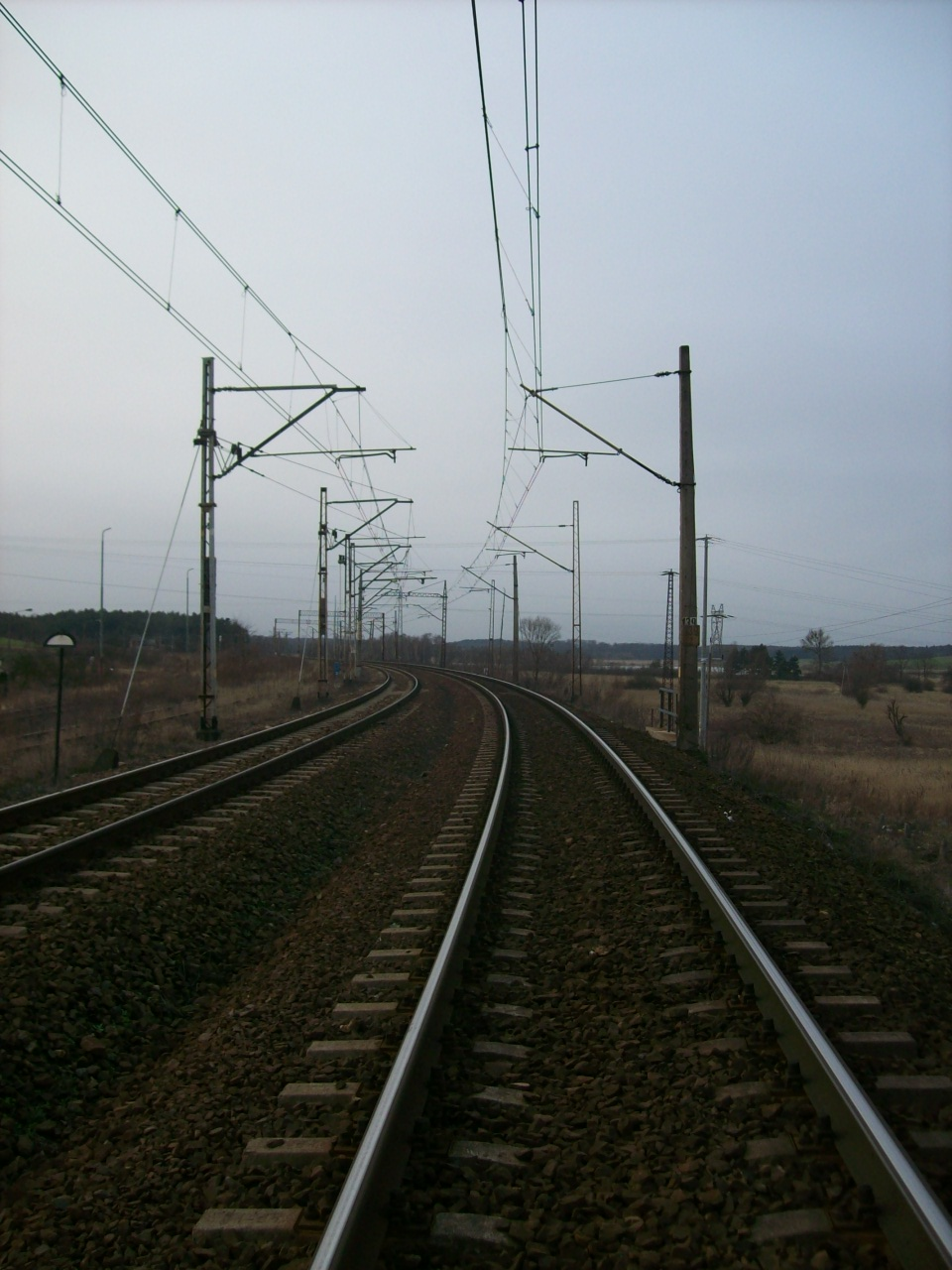
Na odcinku Choszczno – Szczecin
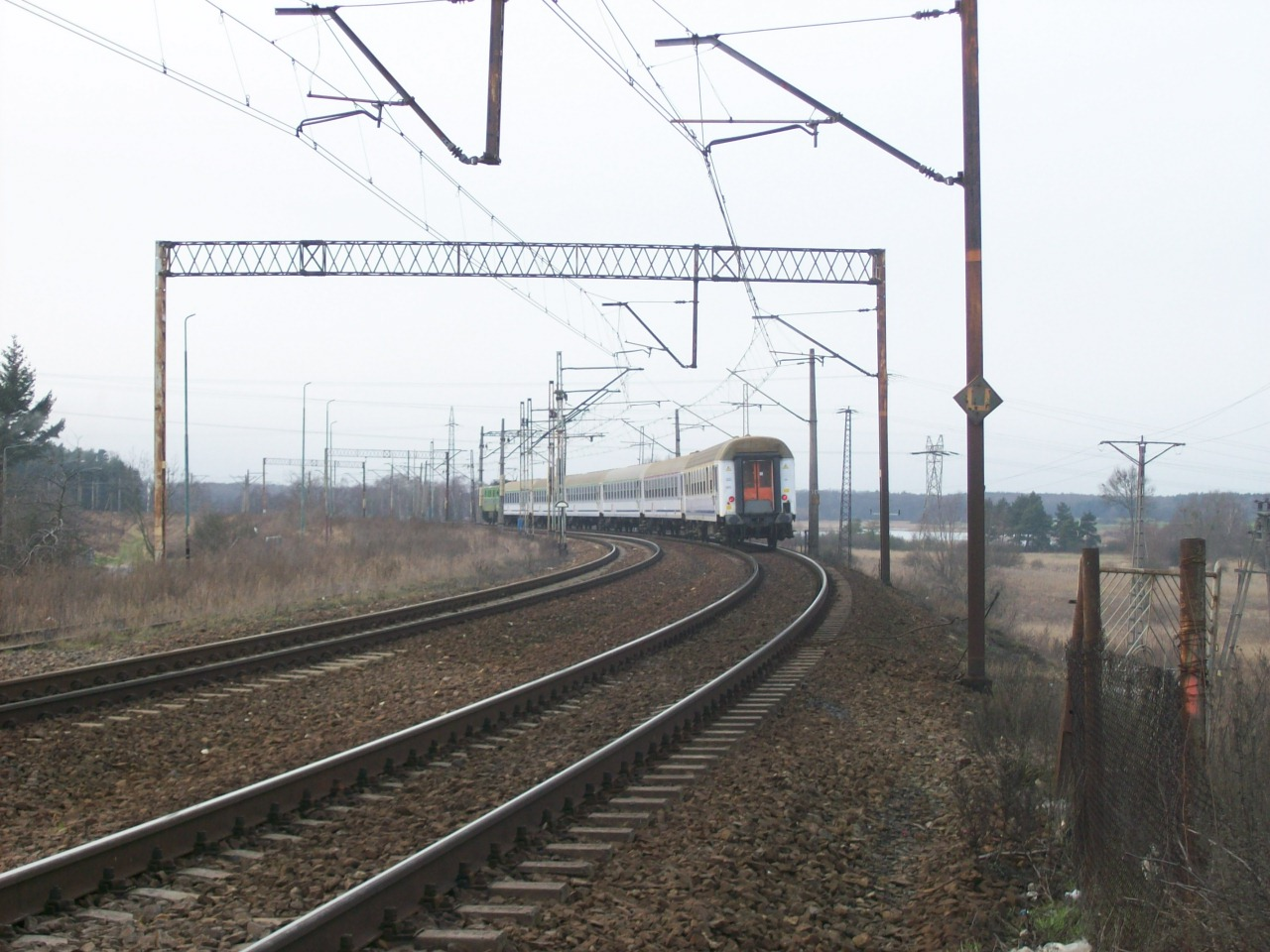
Za stacją Choszczno w kierunku Szczecina
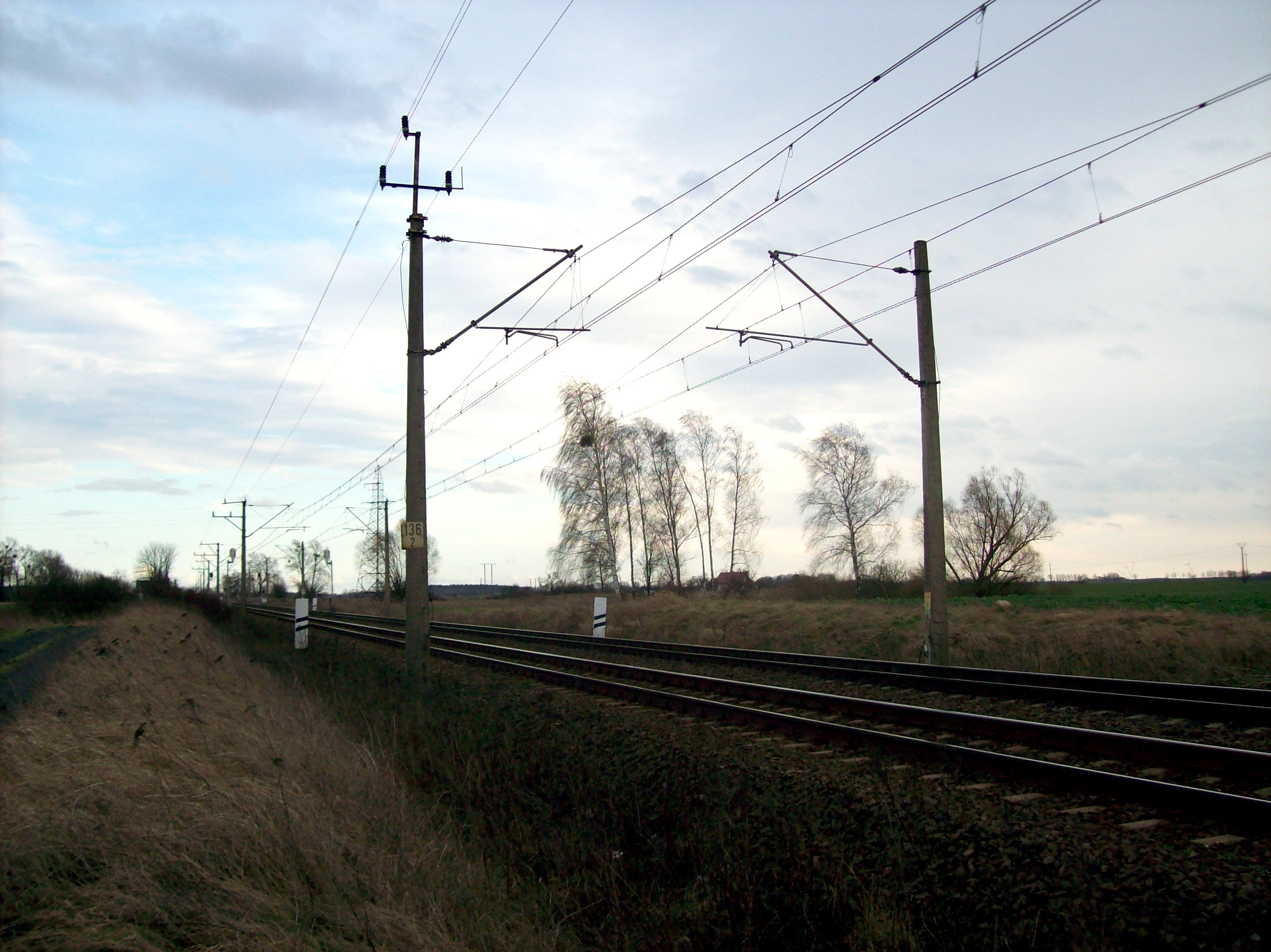
Odcinek Choszczno – Stary Klukom (widok w kierunku Poznania)
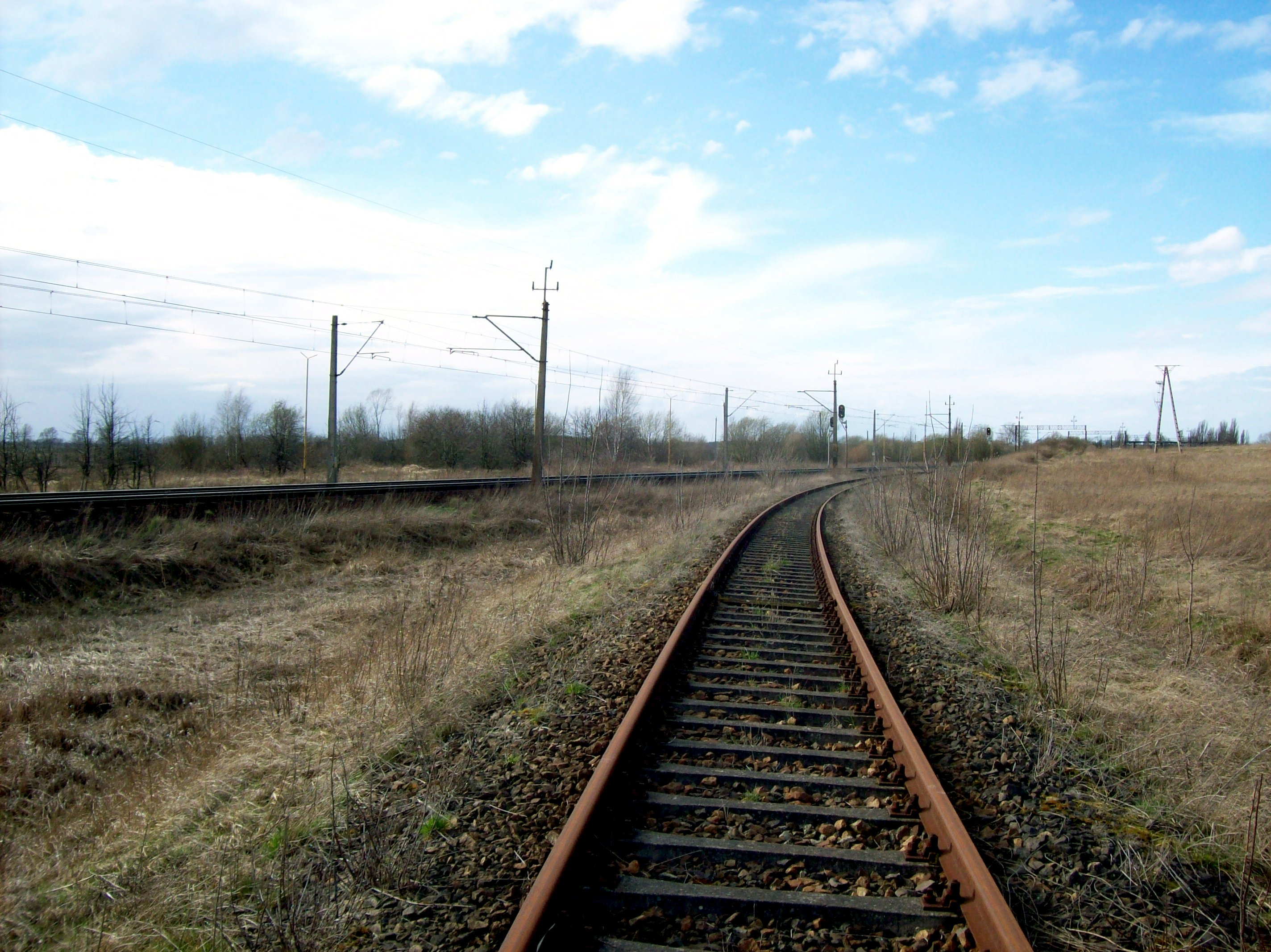
Po lewej magistrala kolejowa 351, po prawej nieczynna już linia kolejowa 410 (wjazd przed stacją Choszczno)
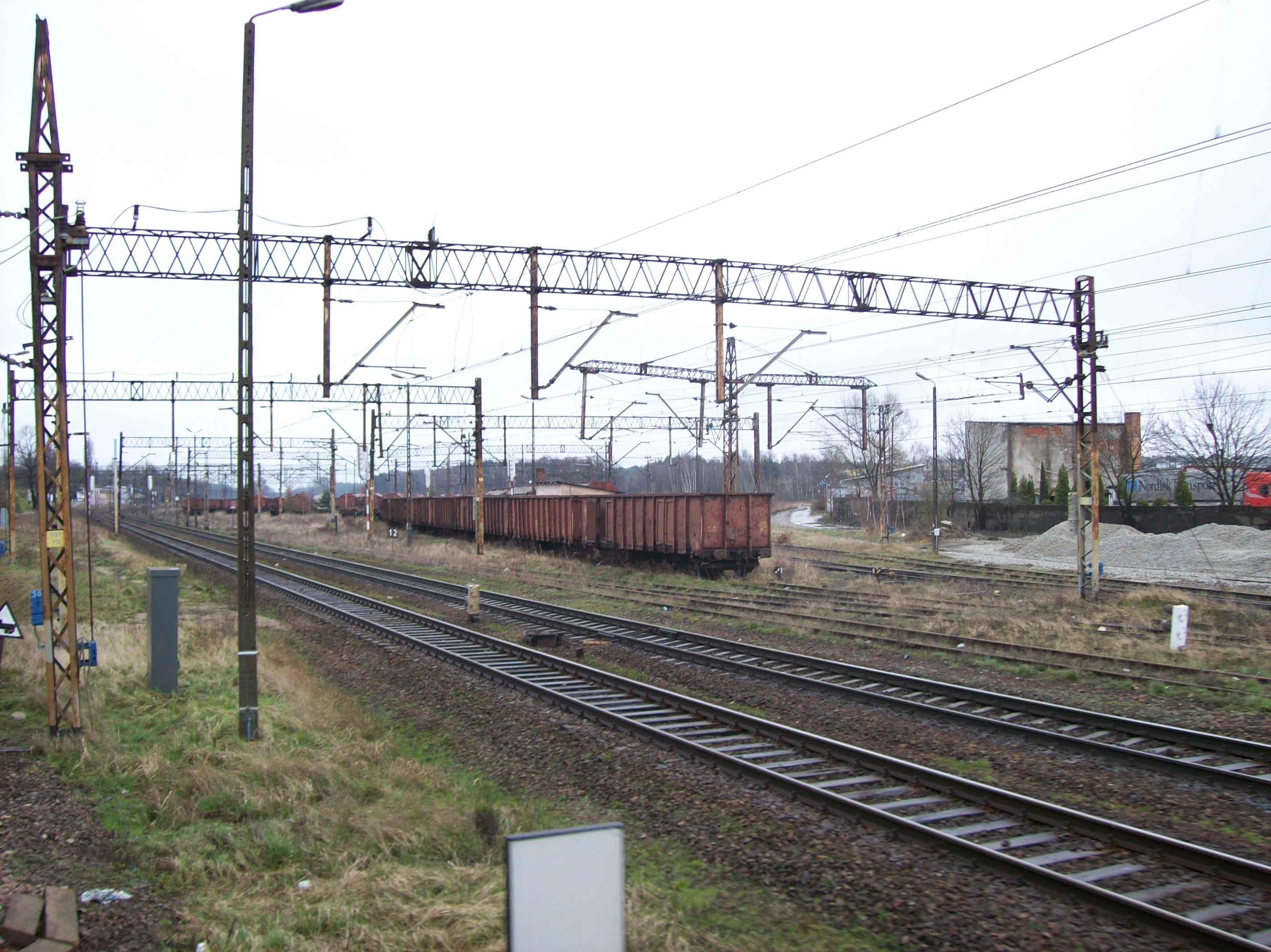
Odcinek tuż za stacją Szczecin Dąbie (widok w kierunku Poznania)
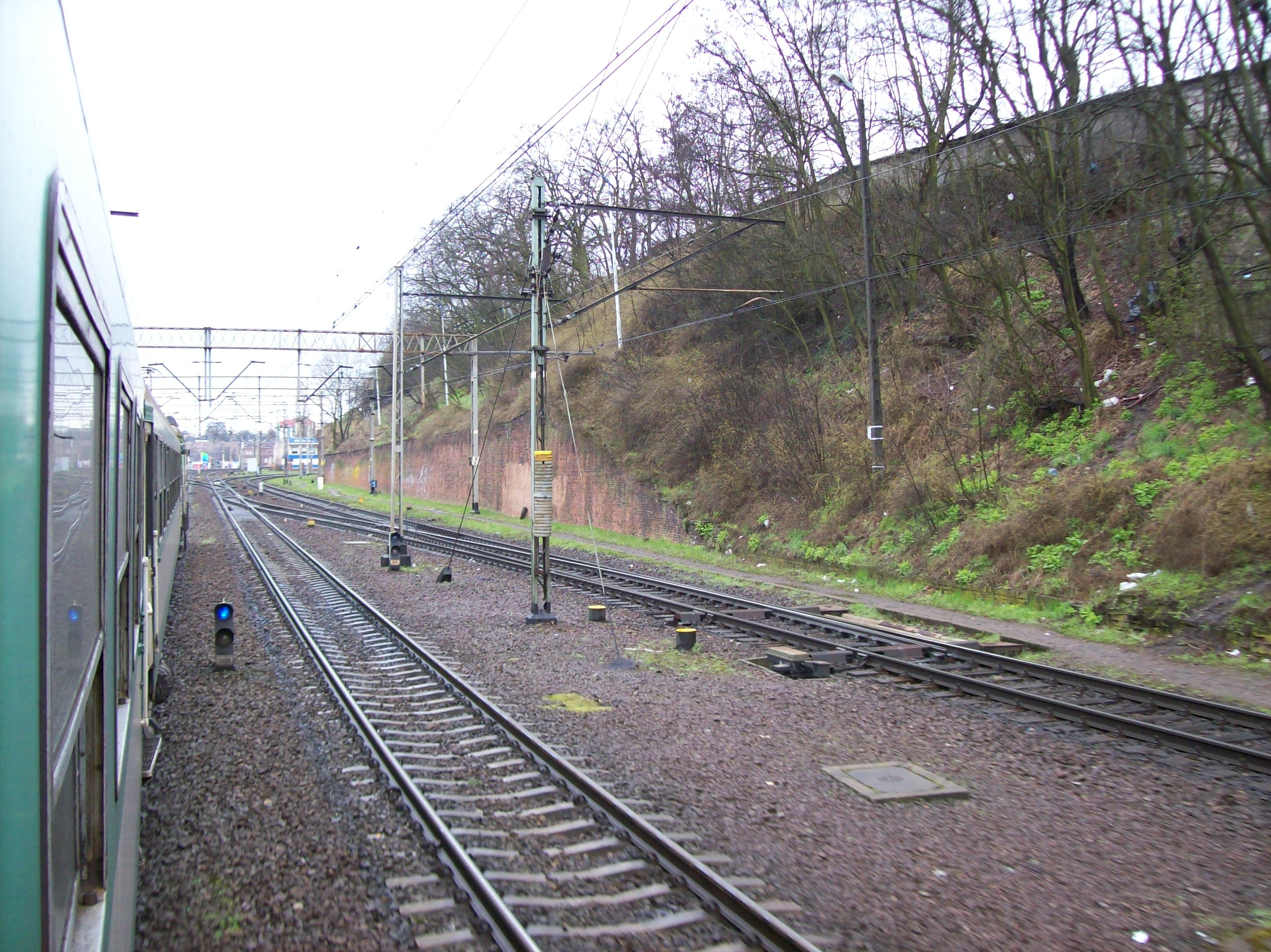
Wyjazd pociągu pospiesznego ze stacji Szczecin Gł.